# Tesoro sin nombre
El Tesoro sin nombre o Tesoro VII, es el nombre que recibe uno de los tesoros de la Terraza de los Tesoros de Olimpia, Grecia. Sus ruinas se encuentran en Archaía Olympía, en el yacimiento arqueológico que es Patrimonio de la Humanidad de la Unesco. Se le denomina Tesoro sin nombre, ya que se desconoce la ciudad que lo construyó.
Esto se debe a que hay once tesoros en Olimpia, pero la descripción que hace Pausanias solo da los nombres de diez de las ciudades constructoras. Además, algunos de los tesoro no pueden identificarse con certeza. Como resultado, el nombre del Tesoro sin nombre se ha asociado a un edificio diferente en distintas interpretaciones.
 Hoy en día, el nombre suele asociarse al séptimo tesoro. Otra alternativa sería el sextao tesoro, si el séptimo hubiera sido la Tesoro de los cireneos. El tercer tesoro, considerado en la actualidad el Tesoro de los epidamnios, que se creía desconocido, está situado al oeste. Todos los tesoros son de estilo dórico. Fue construido en una fila en el lado norte del Santuario  en la ladera sur del monte Cronio, entre el Ninfeo de Herodes Ático y Estadio. De estilo dórico, el séptimo tesoro era un pequeño edificio similar a un templo en antas, con dos columnas (dístilo in antis) entre los muros del pronaos. La anchura del edificio era de 7,12 m. Su fachada está tan mal conservada que se desconoce la longitud exacta. estaba orientada hacia el sur.